# Мазур Володимир Дмитрович
Володимир Дмитрович Мазур (10 лютого 1942, смт Петриківка, тепер Петриківського району Дніпропетровської області — 29 жовтня 2021, місто Дніпро) — український діяч, 1-й секретар Межівського і Верхньодніпровського райкомів КПУ, представник Президента України у Верхньодніпровському районі Дніпропетровської області. Народний депутат України 1-го скликання (у 1990—1992 роках).

## Біографія
Народився у родині робітників.
У 1959—1960 роках — помічник комбайнера колгоспу «Заповіт Ілліча» Царичанського району Дніпропетровської області.
У 1960—1961 роках — слюсар-складальник Петриківської РТС Дніпропетровської області. У 1961 році — робітник Петриківського хлібоприймального пункту.
У 1961—1964 роках — служба в Радянській армії.
Член КПРС з 1964 до 1991 року.
У 1964—1969 роках — студент Дніпропетровського сільськогосподарського інституту, інженер-механік.
У 1969—1971 роках — інженер-технолог, заступник керуючого Петриківського відділення «Сільгосптехніка» Царичанського району Дніпропетровської області.
У 1971—1973 роках — інструктор організаційного відділу Царичанського районного комітету КПУ Дніпропетровської області.
У 1973—1975 роках — заступник голови виконавчого комітету Царичанської районної ради депутатів трудящих Дніпропетровської області.
У 1975—1981 роках — 2-й секретар Царичанського районного комітету КПУ Дніпропетровської області.
Закінчив Вищу партійну школу при ЦК Компартії України.
У 1981—1986 роках — голова виконавчого комітету Царичанської районної ради народних депутатів Дніпропетровської області.
У 1986—1989 роках — 1-й секретар Межівського районного комітету КПУ Дніпропетровської області.
У 1989—1991 роках — 1-й секретар Верхньодніпровського районного комітету КПУ Дніпропетровської області.
18.03.1990 року обраний народним депутатом України, 2-й тур, 57,73 % голосів, 7 претендентів. Член Комісії ВР України з питань відродження та соціального розвитку села. Склав повноваження 18.06.1992 року у зв'язку з призначенням Представником Президента України.
У 1992—1994 роках — представник Президента України у Верхньодніпровському районі Дніпропетровської області.
З 1994 року — заступник директора із комерційної частини Дніпровського крохмало-патокового комбінату смт. Дніпровського Дніпропетровської області; виконавчий директор приватної фірми «Автомаг» Верхньодніпровського району Дніпропетровської області.
Потім — на пенсії.

## Нагороди та звання
- орден Дружби народів
- медалі
- відзнака Верховної Ради України "30 років Декларації про державний суверенітет України"